# マネージュ広場 (モスクワ)

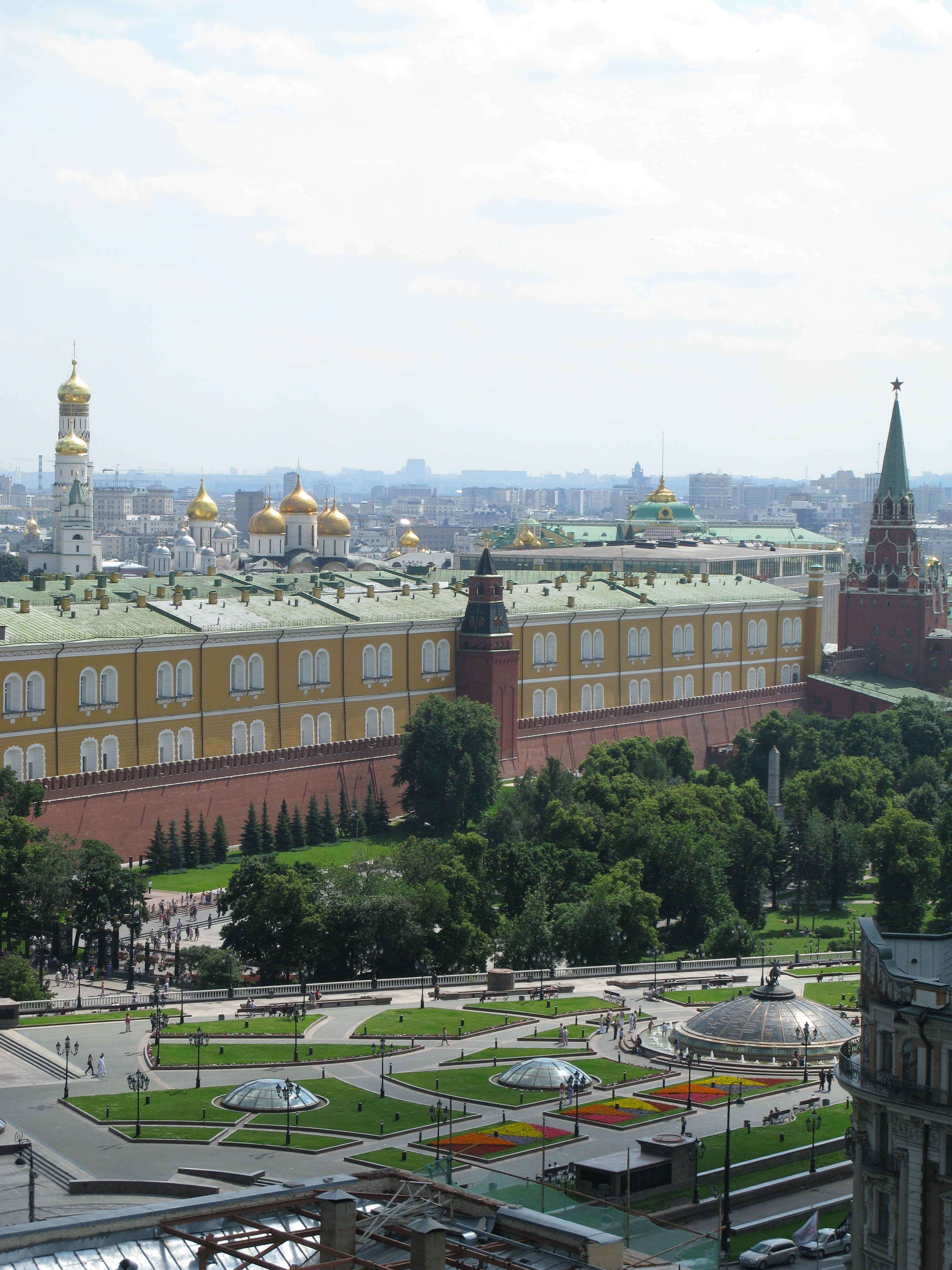
モスクワのマネージュ広場

マネージュ広場（マネージュひろば、ロシア語: Манежная площадь＝マニィェージュナヤ・プローシャチ）は、ロシアのモスクワの中心地にある広場で、赤の広場の北西側にある。「マネージュ」（ロシア語: Манеж＝マニィェーシュ）は「馬場」や「乗馬学校」の意味を持つフランス語: manègeに由来する。英語でもフランス語がそのまま使われていて、以前は広場に面して大きな馬場があった。 
広場は四方をクレムリンの壁に続くアレクサンドロフスキー公園、国立歴史博物館、考古学博物館、ホテル・モスクワなどに囲まれている。広場の南にはジューコフ元帥の騎馬像があり、広場の真ん中にはアホートヌイ・リャート（地下にフードコート）もあり、地下鉄駅に通じている。
広場の南東にあるロシア国立歴史博物館と旧モスクワ市庁舎（Old Moscow City Hall、現在は国立歴史博物館の文物の一部を展示）との間にヴァスクレセンスキー門があり、そこから赤の広場へ入るようになっている。この門の手前（マネージュ広場川）にはイヴィロン小聖堂があり、また道路元標もあり、これは国道M10号（トゥヴェルスカヤ通り）の出発点になっている。